# ويلي مكارتير
ويلي مكارتير (بالإنجليزية: Willie McCarter)‏ مواليد 26 يوليو 1946 في غاري، هو مدرب كرة سلة أمريكي ولاعب سابق. بدأ مسيرته الاحترافية في سنة 1969. تم اختياره من قبل فريق لوس أنجلوس ليكرز خلال الدرافت. يبلغ طوله 6 قدم 3 بوصة (1.9 م). اعتزل اللعب في 1972. أحرز خلال مسيرته في الإن بي إيه 1090 نقطة بمعدل 7.0 نقاط في المباراة الواحدة. لعب مع لوس أنجلوس ليكرز وبورتلاند ترايل بلايزرز.

## روابط خارجية
- ويلي مكارتير على موقع إن بي أي (الإنجليزية)
- ويلي مكارتير على موقع سبورتس رفرنس (الإنجليزية)
- ويلي مكارتير على موقع كلية كرة السلة في سبورتس رفرنس.كوم (الإنجليزية)
- ويلي مكارتير على موقع ريلجم (الإنجليزية)
- ويلي مكارتير على موقع بروبوليرز (الإنجليزية)
- ويلي مكارتير على موقع كلية كرة السلة في سبورتس رفرنس.كوم (الإنجليزية)